# 千禧傳記
千禧傳記（日语：ミレニアムバイオ），是日本純種競賽馬匹。生涯活躍於一哩賽事，曾勝出讀賣盃、北九州紀念及富士錦標。

## 出賽前
1998年2月6日出生於北海道早來町（今安平町）北部牧場，成長途中被馬主公司Bio Co. Ltd.購入。
其後交由栗東訓練中心練馬師領家政藏訓練。

## 競賽生涯

### 3歲（現2歲）
2000年11月4日出戰京都競馬場3歲新馬戰，於比賽初段隨即展開領放並逐步帶領馬匹前進，最終成功壓贏後方追擊的對手取得勝利。
其後出戰條件戰白菊賞，雖然於比賽途中一直維持在先頭位置，但於直路上失速之下以大幅後退，最終以第九大敗。
12月10日出戰3歲500萬獎金以下條件戰，本次比賽繼續採用前置戰術，維持在第二的位置跟隨領放馬Elegant Green推進，最終在第三、四彎道取得先機下成功透出取勝。

### 3歲
2001年以春季錦標作為年度首戰，比賽初段選擇在約莫中團的位置展開推進下，於第三、四彎道之間沿着外檔上前。進入直路後，其於中外檔位置逐步蠶食前方對手，但最終敗於Agnes Gold及Shinko Calido取得第三。
其後進軍皋月賞，然而未能適應中距離賽事的節奏下在第四彎道處經已墮後，最終大幅失速下以第十七大敗。
1個月後前往京都新聞盃，然而仍然未能在比賽途中保持走勢，最終以第十二落敗。
休養一段時間後，其於12月復出出戰3歲以上1000萬獎金以下條件戰，保持於先頭位置順利推進下，在直路成功望空一舉展開衝刺，最終拉開後方對手1 3/4馬位取勝。

### 4歲
2002年年初越級挑戰京都金盃，本次比賽保持在約莫第四左右的位置，於比賽途中逐步向前取位，最終跑獲一席第三的戰績。
2月重返條件戰出戰班鳩錦標，比賽初段處於第三的位置下在對面直路中後段上前進佔領先位置，在直路繼續加速維持走勢下最終力拒來襲的T.M.Sunday，以1/2馬位優勢戰勝對手。
其後挑戰二級賽中山紀念，比賽途中一直處於第三的先頭位置，於最後彎道突圍上前。進入直路後，其以貼欄的姿態以求堅守位置，但稍為力弱下被對手超越以第四落敗。
3月17日出戰公開賽東風錦標，雖然於比賽初段因為稍為慢閘處於中團位置，但於通過彎道後逐步上前，在最後彎道繼續加速透出下成功壓制其他對手取得勝利。
其後出戰讀賣盃，比賽初段選擇在第五左右的先頭位置推進，同時在遮擋狀態下維持穩定的步速。進入直路後，其成功於所在的位置展開突破，不斷加速爆發出全場最快末腳速度，最終戰勝神聖之光及城天勇士取得首個分級賽冠軍。
6月順勢出戰安田紀念，比賽初段繼續以熟悉的先行戰術展開賽事，保持在內欄第五的位置。進入直路後，其稍微抽出中檔取位，進入望空狀態下開始加速上前，但最終未能追上喜高善下再被烈焰快駒趕過，以第三的戰績完賽。
賽後，其被發現右前腳出現肌腱炎的症狀，因而進入長期休養。

### 5歲
2003年5月在康復狀態良好下復出出戰都大路錦標，但於直路上未能最大程度加速壓制對手，最終以第四落敗。
其後直走安田紀念，但一直處於中團位置推進下無法在直路順利突圍而出，最終以第十一大敗。
夏季未有前往放草下增程出戰北九州紀念，於中團靠後位置展開推進的情況下，在第三彎道開始沿外檔位置發力上前，在第四彎道竟然處於第四。進入直路後，其繼續以優秀的走勢展開衝刺，最終轟出後600米36.1秒的速度下超越前方對手，取得第二個分級賽冠軍。
入秋後以京成盃秋季讓賽作為調整，但受到頂磅58.5公斤的影響下未能在直路順利衝刺，最終以第五的戰績完賽。
10月25日出戰富士錦標，本次比賽採用以往不常見的中團戰術，一直維持在中外疊第九的位置展開推進。進入直路後，其徐徐在外檔空位逐步上前，跑出優秀的末腳速度下在中後段超越所有對手，最終亦能阻止響尾蛇的攻勢，以2 1/2馬位及破紀錄的1分32.0秒完賽時間取得冠軍。
11月進軍一哩冠軍賽，本次比賽沿用富士錦標時的戰術，維持在約莫第十的中團展開推進，但於直路上未能最大程度進入全速狀態，最終無法超越對手下僅跑獲第五。
賽後，其被發現右前腳的肌腱炎復發，最終在2004年1月21日退役。

### 詳細賽績
| 日期       | 舉辦國家 | 馬場 | 距離   | 級別 | 賽事名稱              | 負重 | 騎師     | 馬號 | 出馬 | 名次 | 時間   | 頭馬（二馬）           |
| ---------- | -------- | ---- | ------ | ---- | --------------------- | ---- | -------- | ---- | ---- | ---- | ------ | ---------------------- |
| 4/11/2000  | 日本     | 京都 | 草1600 |      | 3歲新馬               | 54   | 四位洋文 | 2    | 16   | 1    | 1:35.7 | （Point Flag）         |
| 19/11/2000 | 日本     | 京都 | 草1600 |      | 白菊賞                | 54   | 四位洋文 | 9    | 12   | 9    | 1:36.0 | Time to Change         |
| 10/12/2000 | 日本     | 阪神 | 草1600 |      | 3歲500萬獎金以下      | 54   | 松永幹夫 | 12   | 12   | 1    | 1:35.9 | （Rugger Sunlight）    |
| 18/3/2001  | 日本     | 中山 | 草1800 | GII  | 春季錦標              | 56   | 武豐     | 9    | 16   | 3    | 1:50.2 | Agnes Gold             |
| 15/4/2001  | 日本     | 中山 | 草2000 | GI   | 皋月賞                | 57   | 松永幹夫 | 17   | 18   | 17   | 2:03.0 | 愛麗速子               |
| 4/5/2001   | 日本     | 京都 | 草2000 | GII  | 京都新聞盃            | 56   | 松永幹夫 | 6    | 17   | 12   | 2:02.5 | Tenzan Seiza           |
| 16/12/2001 | 日本     | 阪神 | 草1600 |      | 3歲以上1000萬獎金以下 | 55   | 松永幹夫 | 14   | 15   | 1    | 1:34.4 | （Nihonpillow Harley） |
| 5/1/2002   | 日本     | 京都 | 草1600 | GIII | 京都金盃              | 53   | 松永幹夫 | 5    | 15   | 3    | 1:33.9 | 大德之都               |
| 2/2/2002   | 日本     | 京都 | 草1600 | 1600 | 斑鳩錦標              | 56   | 武豐     | 2    | 12   | 1    | 1:34.4 | （T.M.Sunday）         |
| 24/2/2002  | 日本     | 中山 | 草1800 | GII  | 中山紀念              | 56   | 柴田善臣 | 13   | 14   | 4    | 1:45.7 | 東海角                 |
| 17/3/2002  | 日本     | 中山 | 草1800 | OP   | 東風錦標              | 55   | 柴田善臣 | 15   | 16   | 1    | 1:34.2 | （Grass Eiko O）       |
| 13/4/2002  | 日本     | 阪神 | 草1600 | GII  | 讀賣盃                | 57   | 柴田善臣 | 8    | 14   | 1    | 1:32.6 | （神聖之光）           |
| 2/6/2002   | 日本     | 東京 | 草1600 | GI   | 安田紀念              | 58   | 柴田善臣 | 17   | 18   | 3    | 1:33.5 | 喜高善                 |
| 11/5/2003  | 日本     | 京都 | 草1600 | OP   | 都大路錦標            | 56   | 小牧太   | 3    | 16   | 4    | 1:36.0 | 金銀財寶               |
| 8/6/2003   | 日本     | 東京 | 草1600 | GI   | 安田紀念              | 58   | 福永祐一 | 17   | 18   | 11   | 1:32.7 | 愛麗數碼               |
| 20/7/2003  | 日本     | 小倉 | 草1800 | GIII | 北九州紀念            | 56   | 武豐     | 8    | 10   | 1    | 1:49.8 | （Derby Regno）        |
| 14/9/2003  | 日本     | 中山 | 草1600 | GIII | 京成盃秋季讓賽        | 58.5 | 武豐     | 15   | 16   | 5    | 1:34.2 | 歇息                   |
| 25/10/2003 | 日本     | 東京 | 草1600 | GIII | 富士錦標              | 58   | 武豐     | 9    | 18   | 1    | 1:32.0 | （響尾蛇）             |
| 23/11/2003 | 日本     | 京都 | 草1600 | GI   | 一哩冠軍賽            | 57   | 四位洋文 | 13   | 18   | 5    | 1:33.7 | 多旺達                 |

## 退役後
退役後，千禧傳記成為了配種馬，於北海道靜內町（今新日高町）Arrow Stud休養，在2004年進行配種。首批子嗣於2005年出賽。首批子嗣可於2007年出賽。
2009年，其被轉移至法國諾曼第大區卡爾瓦多斯省科隆比耶爾Lonray牧場，繼續於當地進行配種。
2011年，其由配種馬退役，繼續於當地進行養老生活。

## 血統簡介
父系週日寧靜是美國三冠賽雙冠馬，退役後在日本配種，在日本馬壇相當成功，贏得多項分級賽事，其子嗣贏得巨額獎金，連續12年成為日本冠軍種馬。祖父Halo爲美國賽駒，曾贏得一級賽冠軍，爲美國冠軍種馬。
母系Dolsk為英國生產的法國賽駒，生涯僅勝出兩場賽事。外祖父單色爲美國賽駒，生涯三場全勝後因傷退役，退役後成爲著名種馬，現以確立爲一支獨立的系統。

### 血統表
| 父線：週日寧靜系（Halo系）    |                             |                 |                 |
| 種馬 週日寧靜 1986年（棕色）  | Halo 1969年（棕色）         | Hail to Reason  | Turn-to         |
| 種馬 週日寧靜 1986年（棕色）  | Halo 1969年（棕色）         | Hail to Reason  | Nothirdchance   |
| 種馬 週日寧靜 1986年（棕色）  | Halo 1969年（棕色）         | Cosmah          | Cosmic Bomb     |
| 種馬 週日寧靜 1986年（棕色）  | Halo 1969年（棕色）         | Cosmah          | Almahmoud       |
| 種馬 週日寧靜 1986年（棕色）  | Wishing Well 1975年（棗色） | Understanding   | Promised Land   |
| 種馬 週日寧靜 1986年（棕色）  | Wishing Well 1975年（棗色） | Understanding   | Pretty Ways     |
| 種馬 週日寧靜 1986年（棕色）  | Wishing Well 1975年（棗色） | Mountain Flower | Montparnasse    |
| 種馬 週日寧靜 1986年（棕色）  | Wishing Well 1975年（棗色） | Mountain Flower | Edelweiss       |
| 繁殖雌馬 Dolsk 1988年（棗色） | 單色 1977年（棗色）         | 北地舞人        | 新北區          |
| 繁殖雌馬 Dolsk 1988年（棗色） | 單色 1977年（棗色）         | 北地舞人        | Natalma         |
| 繁殖雌馬 Dolsk 1988年（棗色） | 單色 1977年（棗色）         | Pas de Nom      | Admirals Voyage |
| 繁殖雌馬 Dolsk 1988年（棗色） | 單色 1977年（棗色）         | Pas de Nom      | Petitioner      |
| 繁殖雌馬 Dolsk 1988年（棗色） | La Dolce 1976年（栗色）     | Connaught       | St Paddy        |
| 繁殖雌馬 Dolsk 1988年（棗色） | La Dolce 1976年（栗色）     | Connaught       | Nagaika         |
| 繁殖雌馬 Dolsk 1988年（棗色） | La Dolce 1976年（栗色）     | Guiding Light   | Crepello        |
| 繁殖雌馬 Dolsk 1988年（棗色） | La Dolce 1976年（栗色）     | Guiding Light   | Arbitrate       |
| 雌系：Feola系（號族：2-f）    |                             |                 |                 |
| 五代內近親交配：Almahmoud 4×5 |                             |                 |                 |

## 命名由來
名字中，Millennium（ミレニアム）意思為千禧年；Bio（バイオ）就是馬主Bio Co. Ltd.之冠名，意思為「生命」或「生物」，亦可以理解為「傳記」（英語全稱Biography）。

## 外部連結
- 千禧傳記 netkeiba.com
- 血統表